# Parque nacional Conondale

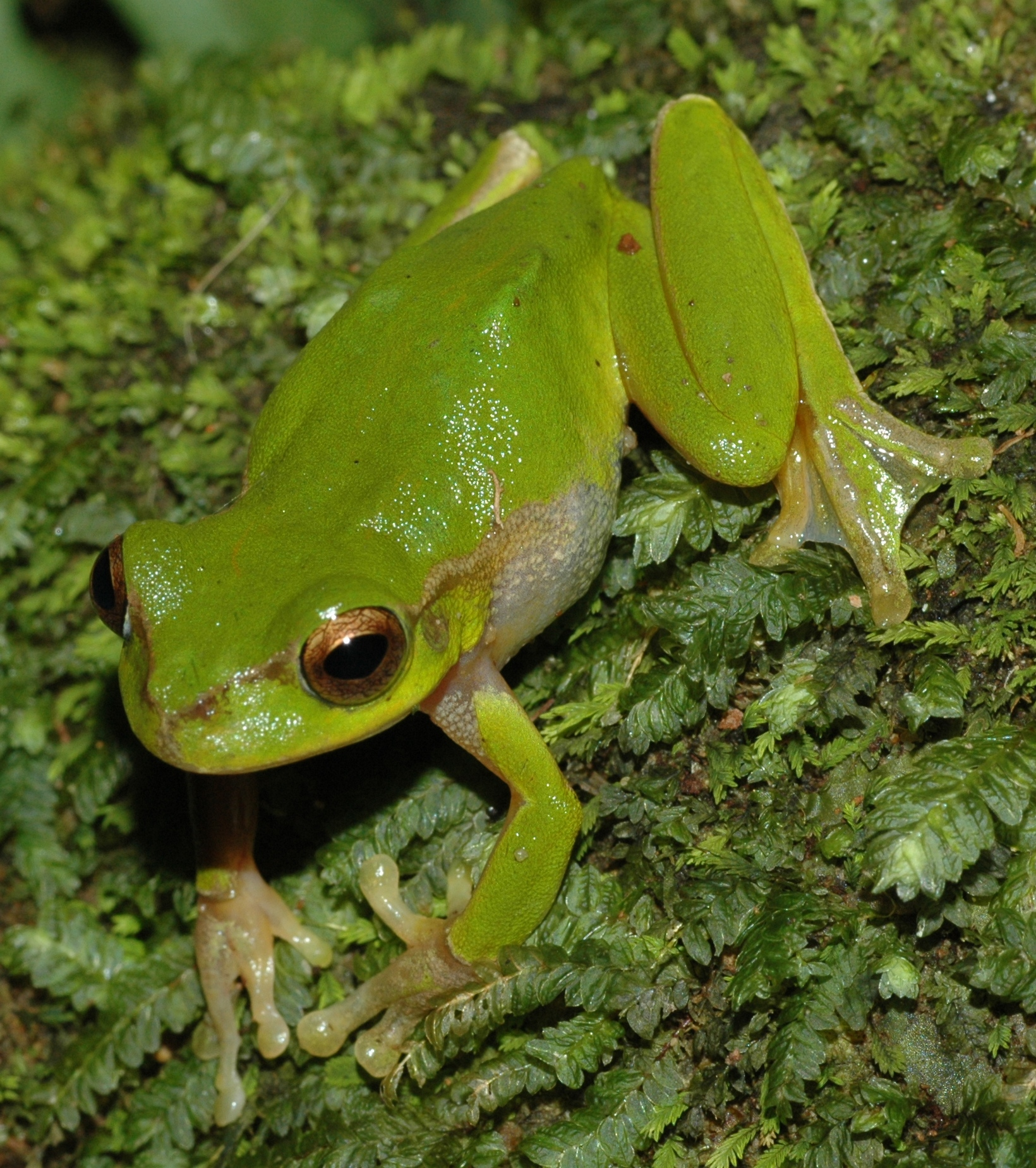
Ejemplo de la fauna del parque

Conondale es un parque nacional en Queensland (Australia), ubicado a 98 km al noroeste de Brisbane.

## Datos
- Área: 68,00 km²
- Coordenadas: 26°39′47″S 152°38′44″E / -26.66306, 152.64556
- Fecha de Creación: 1977
- Administración: Servicio para la Vida Salvaje de Queensland
- Categoría IUCN: II

Véase también:
- Zonas protegidas de Queensland